# Mastighapha crassicornis
Mastighapha crassicornis är en insektsart som beskrevs av Karsch 1891. Mastighapha crassicornis ingår i släktet Mastighapha och familjen vårtbitare. Inga underarter finns listade i Catalogue of Life.